# Rêve (film)
Pour les articles homonymes, voir Rêve (homonymie).

Rêve est un court métrage d'animation français réalisé par Peter Foldes et sorti en 1975. Il devait faire initialement partie du long métrage Daphnis et Chloé, œuvre inachevée de Peter Földes

## Synopsis
Visions fantomatiques de femmes, inspirées du roman d'amour grec ancien Daphnis et Chloé.

## Fiche technique
- Réalisation : Peter Foldes
- Genre : court métrage d'animation
- Durée : 6 minutes
- Date de sortie : 1975 (Festival international du film d'animation d'Annecy).

## Distinctions
- 1978 : César du meilleur court métrage d'animation[3]